# Жупанија Клуж
Округ Клуж (рум. Judeţul Cluj, мађ. Kolozs megye) је округ у републици Румунији, у њеном северозападном делу. Управно средиште округа је град Клуж-Напока, а битни по значају су и градови Турда, Деж, Герла, Кампија Турзији и Хуедин.

## Положај
Округ Клуж је унутардржавни округ. Са других стана окружују га следећи окрузи:
- ка северу: Марамуреш (округ)
- ка североистоку: Бистрица-Насауд (округ)
- ка истоку: Муреш (округ)
- ка југу: Алба (округ)
- ка западу: Бихор (округ)
- ка северозападу: Салаж (округ)

## Природни услови
Округ припада историјској покрајини Трансилванија. Клуж округ је ободом планински, посебно на западу (планина Бихор), док се у средишњем делу пружају плодне долине Самоша и Мориша.

## Становништво
Клуж спада у вишенационалне округе Румуније и по последњем попису из 2002. г. структура становништва по народности је била следећа:
- Румуни - 79,4%
- Мађари - 17,4%
- Роми - 2,8%